# Terus Nain

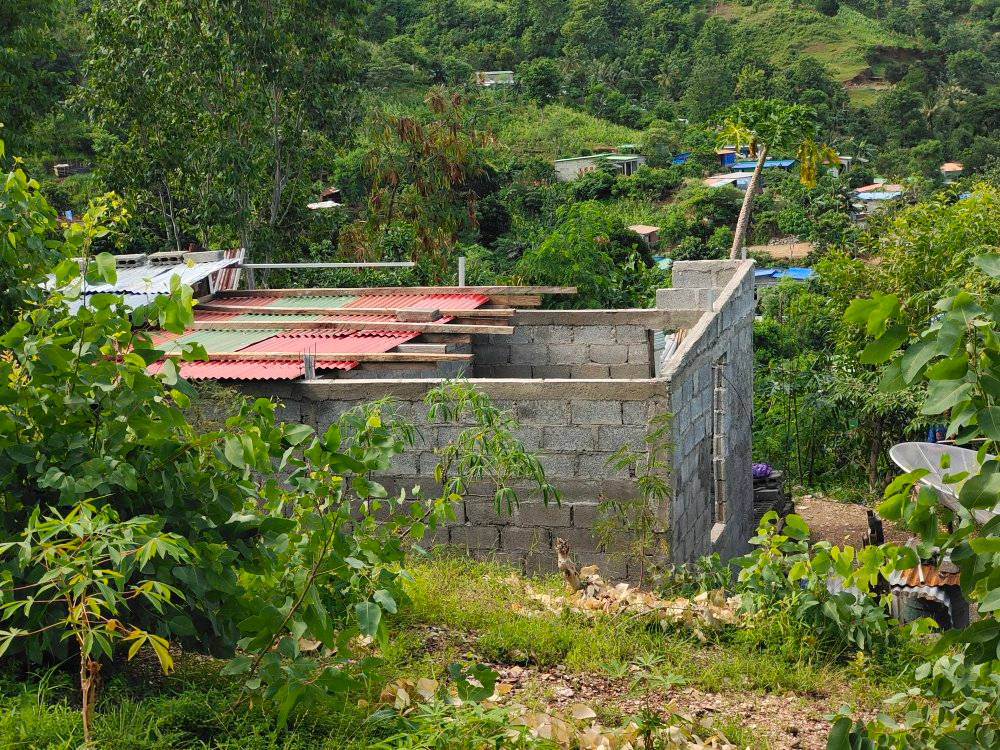
Terus Nain (2023)

Terus Nain (Tetum für „diejenigen, die unter den Taten anderer leiden“) ist eine Aldeia in der osttimoresischen Landeshauptstadt Dili. Die Aldeia liegt im Süden des Sucos Vila Verde (Verwaltungsamt Vera Cruz). Nördlich von Terus Nain liegt die Aldeia Mate Moris. Im Westen grenzt Terus Nain an den Suco Bairro Pite, im Süden an den Suco Dare und im Osten, mit der Rua de Ai-Bubur Laran, an den Suco Lahane Ocidental.
In Terus Nain leben 698 Menschen (2015).